# Zingiber ligulatum
Zingiber ligulatum là một loài thực vật có hoa trong họ Gừng. Loài này được William Roxburgh miêu tả khoa học đầu tiên năm 1810.

## Mẫu định danh
Mẫu định danh: Hardwicke T. s. n.; do Thomas Hardwicke (1756-1835) thu thập tại Ấn Độ.

## Phân bố
Loài bản địa miền đông Ấn Độ, Myanmar nhưng đã du nhập vào Lào và Thái Lan dưới dạng cây trồng.

## Phân loại
Baker (1892) và Schumann (1904) xếp Z. ligulatum trong tổ Cryptanthium.

## Mô tả
Thân rễ có đốt, chạy ngang dưới mặt đất; các rễ mập, dài mọc từ các đốt. Thân lá cao 60 cm, mọc từ các đốt thân rễ, uốn cong đáng kể sang một bên. Bẹ nhẵn nhụi; lưỡi bẹ lớn, thuôn dài, 2 thùy, khô xác khi già. Lá gần nhau, mọc so le, xếp thành 2 dãy, không cuống, trên các bẹ của chúng, từ hình tim phía dưới tới thuôn dài-hình mác phía trên, (7,5-)25-30 × 5-7,5(-10) cm, hai mặt nhẵn nhụi, mặt trên xanh lục, mặt dưới xanh lục nhạt hơn, các gân song song thấy rõ. Cuống cụm hoa dài 5-7,5 cm, nửa chìm trong đất, có vảy. Cành hoa bông thóc xếp lợp từ lỏng lẻo tới kết đặc, hình trứng ngược tới gần hình cầu, đường kính 3 cm, đỉnh nằm ngang bằng trên đất. Lá bắc ngoài hình trứng, bên trong hình mác, dài 2-2,5 cm, màu hồng tới đỏ, mép hồng, đỡ 1 hoa. Đài hoa thượng, 1 lá, hình thìa, dài khoảng một nửa ống tràng, 3 răng không đều. Ống tràng thanh mảnh, dài như lá bắc, cuộn trong, các thùy gần đều, thẳng, nhọn, nhẵn bóng, dài 1,8-1,9 cm, màu hồng tới ánh đỏ. Cánh môi thuôn dài, tù, gần hình kích tới hình trứng ngược-hình nêm, màu trắng ánh vàng tới vàng nhạt, không đốm, dài 1,9 cm, mép nhăn, có khía răng cưa không khác biệt; các tai ở đáy nhỏ, hình trứng, nhọn. Nhị màu vàng, ngắn hơn cánh môi. Chỉ nhị ngắn. Bao phấn 2 thùy, thẳng. Mỏ [mào bao phấn] cong, có rãnh, dài, thon. Bầu nhụy hình xoan, có lông nhung, 3 ngăn, mỗi ngăn nhiều noãn đính tâm. Vòi nhụy rất thanh mảnh, kéo dài tới đầu nhụy hình phễu có lông rung nằm ngang đỉnh của chỉ nhị. Các tuyến mật dài, thanh mảnh, bao quanh đáy vòi nhụy ở đáy của ống tràng. Quả nang hình trứng-thuôn dài tới hình elip, dài 2-2,5 cm hoặc hơn, 3 ngăn, 3 mảnh vỏ, 3 mặt, mở từ đỉnh xuống các góc, bên trong màu đỏ tươi tới đỏ thắm, vỏ như da, có sọc, màu ánh vàng rơm xỉn. Hạt nhiều, hình xoan (elipxoit), màu từ nâu ánh đen tới đen-nâu hạt dẻ, hơi nhăn nheo, áo hạt màu trắng, đỉnh xé rách, dài 5 mm, thuần thục tháng 11-12. Ngoại nhũ phù hợp với hạt, màu xám tro. Phôi hình trụ, ở tâm, dài gần như ngoại nhũ. Ra hoa trong mùa mưa.

## Tên gọi và sử dụng
- Tiếng Thái: Khing Klang, Khing Haeng.[14][15] Là một trong bốn loài gừng (Z. ligulatum, Z. montanum, Z. officinale, Z. ottensii) được sử dụng làm gia vị trong ẩm thực Thái Lan.[15][16] Từng được sử dụng làm thuốc gây trung tiện.[14]
- Tiếng Khơ Mú (tại Louangphabang): ີຂງຄາງຄາວ (khing khang khao) nghĩa là gừng mùi hăng. Thân rễ được sử dụng làm thuốc nhuận tràng và điều trị bệnh dạ dày. Các chùm hoa non được ăn như một loại rau.[6]